# SMS Fürst Bismarck (1915)
El SMS Fürst Bismarck fue el cuarto buque de la clase de cruceros de batalla Mackensen construidos por la Armada Imperial Alemán durante la Primera Guerra Mundial. La construcción del Fürst Bismarck y sus gemelos fue detenida hacia el final de la guerra, con los distintos buques a varios niveles de acabado. El Fürst Bismarck recibïó su nombre en honor al canciller Otto von Bismarck. Inicialmente, debía recibir el nombre de Ersatz Friedrich Carl que substituiría al del crucero acorazado Friedrich Carl hundido por minas rusas en 1915.

## Construcción

Dibujo lineal de la clase Mackensen.

El Fürst Bismarck era el cuarto buque de la clase Mackensen, y fue puesto en grada en los astilleros de Wilhelmshaven el 4 de noviembre de 1915. Medía 223 metros, con una manga de 30,4 metros y un calado de 9,30 metros para un desplazamiento de 35 300 toneladas.

## Destino
Los buques de la clase no llegaron a terminarse, ya que se dio prioridad a la construcción de submarinos y destructores, deteniéndose la construcción de otros tipos de barcos. El Fürst Bismarck no llegó a ser botado y fue desguazado en la propia grada entre 1920-1922.